# ああ相続
『ああ相続』（ああそうぞく）は、1991年1月7日 - 3月1日にTBS「花王 愛の劇場」枠にて放送されていた日本のテレビドラマ。主演は赤木春恵。全40話。1978年放送の道のリメイクにあたる。同枠における、石井ふく子がプロデューサーを務めた作品の第11作目。

## キャスト
- 赤木春恵
- 井上順
- 井上大輔
- 大島智子（現・大島さと子）
- 東てる美
- 左とん平
- 羽賀研二
- 岡本信人
- 鈴木てるえ
- 海老名美どり
- 岡本茉利
- 田中雅子
- 原久美子
- 春江ふかみ
- 富田恵子
- 藤原稔三
- 菅原チネ子

## スタッフ
- 原作 - 橋田壽賀子
- 演出 - 川俣公明
- プロデューサー - 石井ふく子
- 脚本 - 石井君子
- 制作 - ストーンウェル、TBS

## 主題歌
- 美空ひばり